# Año Internacional de las Fibras Naturales

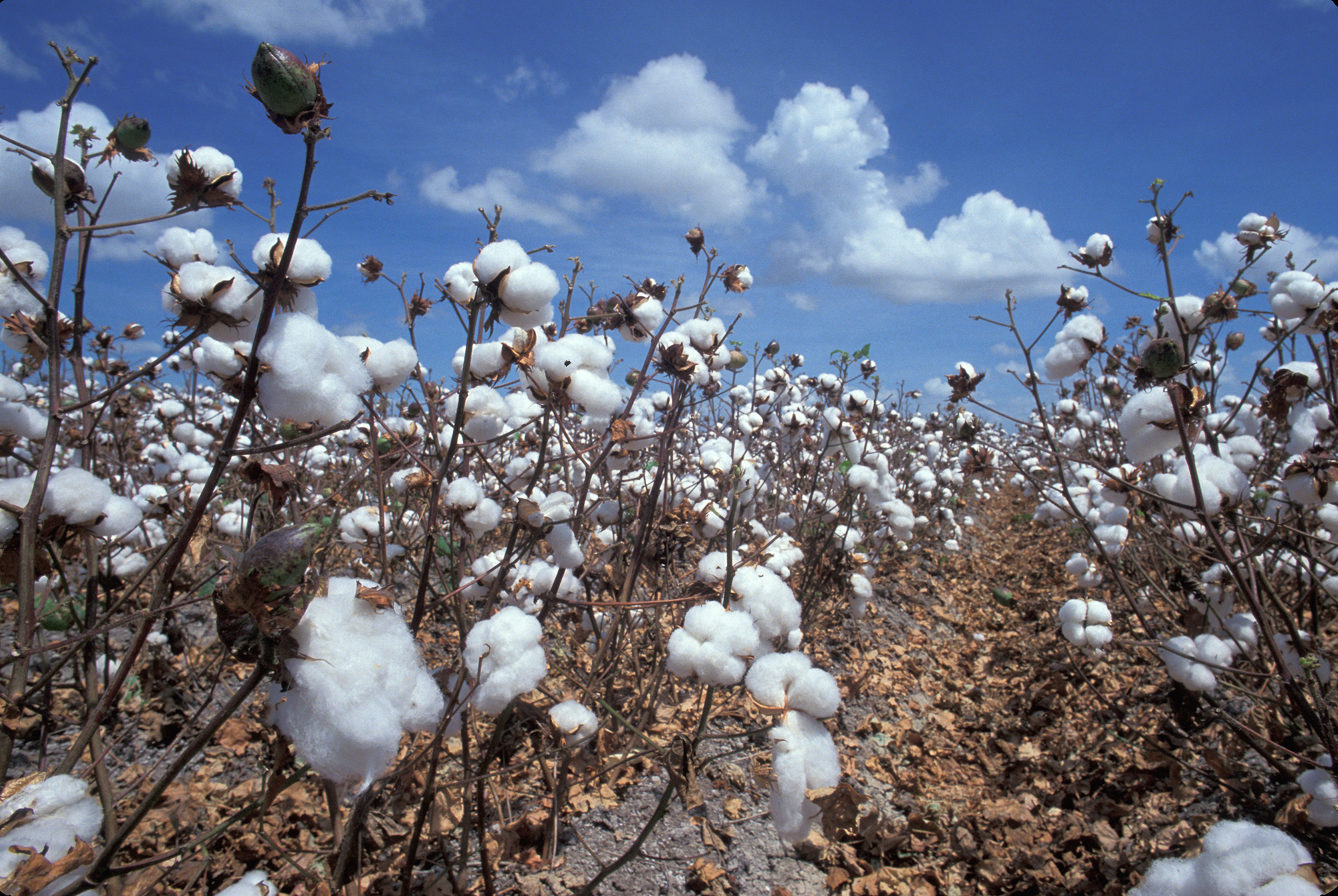
Campo de algodón.

El Año Internacional de las Fibras Naturales fue proclamado en 2009 por la Asamblea General de las Naciones Unidas  el 20 de diciembre de 2006. La iniciativa contó con la Organización de las Naciones Unidas para la Agricultura y la Alimentación (FAO) como facilitadora principal para coordinar las actividades del año en colaboración con gobiernos, organizaciones regionales e internacionales, ONGs, el sector privado y otros organismos del sistema de la ONU. El propósito de esta designación fue aumentar la visibilidad y la demanda de fibras naturales, promoviendo la sostenibilidad de las industrias que dependen de ellas y mejorando el bienestar de los productores. Además, se buscó apoyar la seguridad alimentaria y contribuir a la erradicación de la pobreza, ya que las fibras naturales representan una fuente clave de ingresos para los agricultores en muchos países en desarrollo.

## Actividades y Alcance
Su proclamación destacó la importancia de estas materias primas tanto para la sostenibilidad ambiental como para el desarrollo económico y social. A lo largo del año, la FAO lideró iniciativas para aumentar la conciencia global sobre las ventajas de las fibras naturales frente a las sintéticas, resaltando su papel en sectores tradicionales e innovadores. A continuación, se abordan los principales temas y actividades que marcaron esta conmemoración.

### Comparación con las fibras sintéticas
Durante el Año Internacional, uno de los mensajes clave fue enfatizar la relevancia de las fibras naturales frente a las fibras sintéticas, como el poliéster, el nailon y el acrílico, que se habían vuelto populares en el último siglo debido a sus bajos costos de producción. Sin embargo, las fibras sintéticas suelen ser derivadas del petróleo, lo que implica una mayor huella ecológica debido a las emisiones de dióxido de carbono y al uso de materiales no renovables. En contraste, las fibras naturales, como el algodón, el lino, la lana y el cáñamo, son biodegradables y, en general, requieren menos energía en su producción, lo que las convierte en una opción más sostenible y menos perjudicial para el medio ambiente.

### Beneficios ambientales de las fibras naturales
El impacto positivo de las fibras naturales en el medio ambiente fue un aspecto destacado. Además de ser recursos renovables, su producción genera residuos reutilizables, como los materiales compuestos de yute y sisal que se usan en la construcción de viviendas o para generar electricidad. También son completamente biodegradables al final de su ciclo de vida, lo que reduce significativamente la generación de desechos persistentes en el medio ambiente..

### Importancia económica y social en países productores
La designación de este año también subrayó el rol económico de estas fibras para los países en desarrollo. Industrias tradicionales como el yute en India, el sisal en Brasil y la lana en Mongolia son esenciales para el sustento de millones de pequeños agricultores y comunidades rurales, y proporcionan una fuente de ingresos fundamental que ayuda a mejorar la seguridad alimentaria. La FAO promovió estas fibras como vehículos de crecimiento económico y social, incentivando políticas comerciales justas y un aumento en las inversiones para fortalecer las industrias de fibras naturales en estos países..

### Innovación en el uso de fibras naturales
La FAO también resaltó las innovaciones que incorporan fibras naturales en industrias avanzadas, como la automotriz, la construcción y la medicina. Gracias a sus propiedades mecánicas y su bajo costo, fibras como el abacá, el cáñamo y el lino se utilizan en materiales compuestos para componentes de automóviles, techos y aislantes en la construcción, así como en textiles con propiedades antibacterianas para el ámbito médico. Estos desarrollos demuestran cómo las fibras naturales han evolucionado de su uso tradicional en prendas y textiles a aplicaciones de alta tecnología, alineándose con la tendencia hacia materiales sostenibles.

### Principales eventos y actividades destacadas
Durante el año se realizaron más de 150 actividades en unos 50 países, coordinadas por la FAO y un comité directivo internacional. Entre los eventos destacados estuvieron:
- El lanzamiento oficial en Roma el 22 de enero de 2009, que incluyó la participación de líderes de la FAO y representantes gubernamentales y de la industria.
- Un festival de fibras creativas en Nueva Zelanda en abril de 2009, donde artesanos y creadores compartieron sus habilidades en la manipulación de fibras.
- Un desfile de moda en Roma, donde diseñadores italianos presentaron prendas fabricadas exclusivamente con fibras naturales, destacando su valor en la moda sostenible.
- La Cumbre Internacional del Mohair en Sudáfrica en noviembre, un evento en el que compradores y productores de mohair exploraron nuevas aplicaciones y mercados para esta fibra de lujo.